# Ringicula acutispira
Ringicula acutispira is een slakkensoort uit de familie van de Ringiculidae. De wetenschappelijke naam van de soort is voor het eerst geldig gepubliceerd in 1932 door Turton.